# Marmosa andersoni
Marmosa andersoni e вид опосум от семейство Didelphidae.
Видът е ендемичен за Перу като е известен с две популации разпространени в регион Куско. Обитава както гори, така и бамбукови насаждения. Той е нощен, вероятно дървесен вид. Храни се както с плодове и насекоми така и с гушери, яйца на птици и дребни гризачи.